# 蒙屈
蒙屈（法語：Montcuit，法語發音：[mɔ̃kɥi]）是法国芒什省的一个市镇，属于库唐斯区。

## 地理
蒙屈（49°7'14"N, 1°20'29"W）面积4.79 平方千米，位于法国诺曼底大区芒什省，该省份为法国西北部沿海省份，西、北、东北三面环大西洋，东起顺时针与卡爾瓦多斯省、奧恩省、马耶讷省和伊勒-维莱讷省接壤。
与蒙屈接壤的市镇（或旧市镇、城区）包括：康贝农、康普龙、弗热尔、欧特维尔拉吉沙尔、勒洛雷、圣索沃尔维拉日。

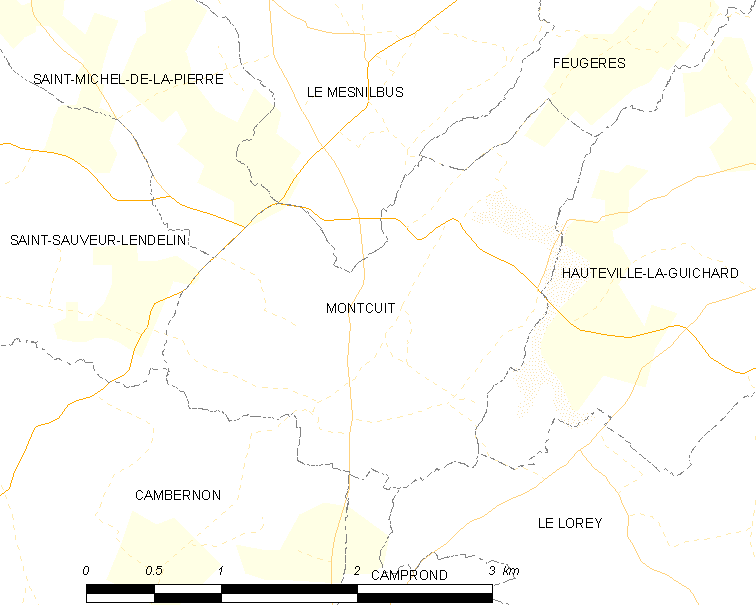
蒙屈的OSM定位图

蒙屈的时区为UTC+01:00、UTC+02:00（夏令时）。

## 行政
蒙屈的邮政编码为50490，INSEE市镇编码为50340。

## 政治
蒙屈所属的省级选区为阿贡-库坦维尔县。

## 人口

1962-2008年间蒙屈人口变化图示

蒙屈于2022年1月1日时的人口数量为185人。